# خضير (الجوبة)

تعديل مصدري - تعديل

خضير هي إحدى قرى عزلة جبل السحل بمديرية الجوبة التابعة لمحافظة مأرب، بلغ تعداد سكانها 40 نسمة حسب تعداد اليمن لعام 2004.